# Hélène Sardeau
Hélène Sardeau (Anvers, 7 de juliol de 1899 - 23 de març de 1969) va ser una escultora estatunidenca d'origen belga.

## Biografia
Sardeau va arribar als Estats Units amb la seva família el 1913. Va estudiar al Barnard College, a la Lliga d'Estudiants d'Art de Nova York, al Cooper Union, i a l'Escola d'Escultura americana, totes ubicades a la Ciutat de Nova York. Més endavant va estudiar amb Mahonri Young. Durant els anys 1920, ella i la seva germana, Mathilde, van fer unes nines decoratives que recordaven actors i actrius del moment. També va fer les màscares de la pel·lícula de 1927 Prometheus in Chains.

## Trajectòria
Va ser membre fundador del Sculptors Guild, un gremi d'escultors. El seu primer encàrrec destacat va ser The Slave (1940), per a la Terrassa Central de l'Ellen Phillips Samuel Memorial de Philadelphia, i que posteriorment seria exhibit al Museu d'Art Modern de Nova York (MoMA) abans de la seva instal·lació permanent. La seva obra de terracota Els Amants (1937) va estar inclosa en l'exposició temporal del MoMA Three Centuries of American Modernism (1938), una exposició que també va viatjar al Musée du Jeu de Paume a París. El 1942, la ministra d'educació del Brasil li va encarregar uns relleus i unes pintures murals per a la Biblioteca Nacional de Rio de Janeiro. A l'estiu de 1949, va ser una de les escultores que va mostrar la seva obra en la 3a mostra internacional d'escultura del Museu d'Art de Filadèlfia.

## Obres destacades
- Amazon, Pennsylvania Academy of the Fine Arts, Philadelphia (1932)
- Mother and Child, Whitney Museum of American Art, Nova York (1933)
- Sailors of the United States Mails, Washington, D. C. (1936)[11]
- The Slave, limestone, Ellen Phillips Samuel Memorial, Fairmount Park, Philadelphia (1940)[12]
- Negro Lament, Philadelphia Museum of Art (1941)
- Planting, Mother and Child, Reaping, post office reliefs, metall, Greenfield, DT. (ca. 1941)[13]
- Reliefs for the National Library of Brazil, soapstone, Rio de Janeiro, Brazil (1942)[14][15]
- Icarus, plaster and bronze (1951)[16]
- Kneeling Woman, bronze, Metropolitan Museum of Art, Nova York (1955)[17]
- Rap of the Sabine, Corcoran Gallery of Art, Washington, D. C.
- Untitled, relief print, woodcut, University of Maryland Art Gallery, College Park, MD (n.d.)[18]